# Хождение по горящим углям
Хождение по горящим углям — цирковой трюк (более всего распространённый в уличных представлениях в странах Востока), заключающийся в передвижении на босых ногах по площади, усеянной раскалёнными углями или камнями.

## История
«Огнехождение» было распространено среди многих народов Азии, Африки, Океании и ряда регионов Европы с глубокой древности — так, в Индии оно известно как минимум с 1200 года до н.э. При этом само по себе хождение по горящим углям первоначально не было разновидностью циркового представления, а являлось частью обрядов инициации или доказательства силы веры. На Западе эта практика приобрела широкую известность во второй половине XIX века после колонизации европейцами стран Востока, но долгое время считалась чем-то сверхъестественным, как и многие другие «индийские чудеса». Во второй половине XX века циркач и писатель Толли Буркан стал вести активную пропагандистскую кампанию, сопровождаемую его личными выступлениями, имевшую целью доказать, что в хождении по горящим углям нет ничего мистического и после должной тренировки и получения некоторых знаний оно доступно любому человеку.
Примеры огнехождения у разных народов:
- клан савау с островов Фиджи[4][5];
- некоторые шииты ходят по углям в день Ашуры;
- православные греки (анастенария[англ.]) и болгары (нестинарство)[6][7];
- къхунги — бушмены, живущие в Калахари;
- индийцы в день фестиваля Тимити[англ.];
- девочки на балийской церемонии «санхян дедари», призванной призвать добрых духов к ним[8];
- некоторые пакистанские племена, в качестве способа установить вину: считается, что сумевший пройти по углям без повреждений является невиновным[9];
- племена Полинезии (документировано в научных журналах с изображениями и ритуальными текстами)[10][11];

## Социальные функции
Считается, что огнехождение, как и другие волнующие коллективные мероприятия, сплачивает общество; Эмиль Дюркгейм приписывает этот эффект коллективному волнению, приводящему к ощущению общности и уподобления. Научное исследование, проведённое во время обряда огнехождения в деревне в Сан-Педро-Манрике, показало, что у наблюдателей и участников синхронизируются сердечные ритмы. Благодаря этим эффектам, хождение по углям нередко используется в семинарах по саморазвитию. Подобная практика была введена в 1980-х годах американским оратором-мотиватором Толли Бурканом, но наибольшую известность получила благодаря мероприятиям, проводимым Тони Роббинсом.

## Научное объяснение
Современная физика объясняет возможность огнехождения тем, что при соприкосновении двух тел с различной температурой более холодное из них начинает нагреваться, а более тёплое — остывать, что продолжается до их разделения. Поскольку угли, используемые для трюка, чаще всего являются плохими проводниками тепла, а сам трюк по продолжительности никогда не бывает долгим, учёный Дэвид Уилли доказал, что при быстром прохождении по небольшому отрезку поверхности из углей можно легко не получить ожога, а главной ошибкой считал слишком глубокое погружение ступней, верхние части которых более чувствительны, в угли. Уилли отметил, что большинство огнехождений происходят по углям температурой 550 °C, однако ему приходилось наблюдать хождение по углям температурой 1000 °C.
Также Джерл Уокер отмечал эффективность некоторых дополнительных способов защиты, предпринимаемых индийскими факирами: например, предварительное смачивание ступней, которые в таком случае оказываются защищены в большей степени из-за действия эффекта Лейденфроста, или использование золы в качестве изолирующего элемента.